# Kamienica Słowikowska w Krakowie
Kamienica Słowikowska (znana także jako Kamienica Dreznerowska, Kamienica Nonartowska) – zabytkowa kamienica znajdująca się w Krakowie, w dzielnicy I Stare Miasto przy ulicy św. Jana 5, na rogu z ulicą św. Tomasza 13, na Starym Mieście.

## Historia
Kamienica została wzniesiona w I połowie XIV wieku jako jednotraktowa z murowanymi piwnicami z kamienia łamanego. W II połowie XIV wieku została przebudowana, m.in. podzielono piwnice na dwie komory i przesklepiono je. W XV wieku została rozbudowana i nadbudowana o drugie piętro. W końcu XV wieku była dwupiętrowa, jednotraktowa, miała oficyny boczne i tylną. Na parterze miała trzy pomieszczenia, od północy: sklepioną izbę, sklepioną sień i izbę ze stropem. W 1487 i 1492 jako właścicielka budynku notowana jest Urszula Kosteni, w 1532 Bartłomiej Kromfelt, a następnie Mikołaj Nonart i jego spadkobiercy. W połowie XVI wieku kamienica została przebudowana, m.in. przesklepiono piwnice. W 1589 została wyremontowana i wsparta szkarpami przez kupca Jana Nonhasta. W 1612 stanowiła własność kuśnierza Stanisława Chodowicza, a w 1627 Jakuba Sikory. W latach 1635–1655 należała do Jana Dreznera, na którego zlecenie została odnowiona w 1636, przebudowano też oficynę. W 1655 została odziedziczona przez jego syna, paulina Kaspra Dreznera, po którego śmierci w 1681 przeszła na własność klasztoru paulinów na Skałce. W 1696 została sprzedana strzelcowi miejskiemu Sebastianowi Słowikowskiemu, przez którego została odnowiona. W 1714 należała do jego syna, malarza Szymona Słowikowskiego. W 1739 przeprowadzono rewizję urzędową, w której budynek notowany jest jako dwupiętrowy, podpiwniczony, z niewielkim podworcem i dwupiętrową oficyną tylną. W latach 40. XVIII kamienica należała do malarza Andrzeja Cangiela. W 1752 została zakupiona przez złotnika Ignacego Cechetmajera. W końcu XVIII wieku była własnością Walentego Zielińskiego, a następnie Aleksandra Redschitza, który w 1808 sprzedał ją Franciszkowi Niedzielskiemu. Przed połową XIX wieku całkowicie opustoszała. W 1857 architekt Stanisław Gołębiowski sporządził na zlecenie ówczesnego właściciela Tomasza Gebhardta projekt odnowienia kamienicy, który nie został jednak zrealizowany. W latach 1871–1873 budynek przeszedł gruntowną przebudowę na zlecenie Adolfa Opida, m.in. przesunięto elewację północną w kierunku kościoła św. Jana, usunięto oszkarpowanie oraz zlikwidowano dziedziniec. W 1893 kamienica została własnością rodziny Goetzów–Okocimskich: najpierw Albiny, później Jana Albina. W 1897 została połączona wnętrzami z sąsiednią, nowo wybudowaną Kamienicą Goetzów. Na początku XX wieku Goetzowie planowali wyburzenie domu i wzniesienie na jego miejscu nowej zabudowy. W 1912 na ich zlecenie Adam Czunko stworzył projekt trzypiętrowego, neobarokowego gmachu, który ostatecznie nie został zrealizowany. W 1921 przebudowano poddasze według projektu Karola Skawińskiego. W 1924 przekształcono dwa okna na parterze w witrynę wystawową według projektu Adama Czunki. W 1940 zaadaptowano pomieszczenia parteru na biura i magazyny browaru okocimskiego. W 1945 kamienica została uszkodzona. W 1968 przeszła remont generalny, podczas którego wymieniono wszystkie stropy, przemurowano ściany działowe i część murów konstrukcyjnych, wstawiono nową stolarkę i więźbę dachową oraz dokonano nowego podziału wnętrz.
Budynek został wpisany do gminnej ewidencji zabytków.

## Architektura
Kamienica jest dwupiętrowa, dwutraktowa, częściowo podpiwniczona. Nie ma własnej komunikacji pionowej, piętra dostępne są z głównej klatki schodowej Kamienicy Goetzów–Okocimskich. Nakryta jest dwuspadowym dachem kalenicowym.
Budynek ma dwie elewacje frontowe. Są one tynkowane, z wydzielonym cokołem. Elewacja od strony ulicy św. Jana jest w partii parteru trójosiowa, natomiast w partii pięter czteroosiowa. Elewacja od strony ulicy św. Tomasza jest czteroosiowa, o niesymetrycznym układzie. Narożnik jest ścięty, jednoosiowy. W parterze znajdują się prostokątne, bezstylowe otwory witryn oraz w elewacji od strony ulicy św. Jana wejście do dawnej sieni, a w elewacji od strony ulicy św. Tomasza prostokątny, szeroki otwór dawnego przejazdu w pierwszej osi. Nad parterem znajduje się wąski gzyms kordonowy. Okna pierwszego piętra są prostokątne, ujęte profilowanymi obramieniami z tynku schodzącymi do gzymsu kordonowego. płyciny podokienne ozdobione są stiukową wicią roślinną z dużymi kwiatami w zakolach, a gzymsy nadokienne kimationem jońskim. Okna drugiego piętra mają profilowane obramienia z tynku, z gzymsami parapetowymi nadwieszonymi na wolutowych konsolach. Okna narożnika zamknięte są łukiem odcinkowym, ujęte pilastrami na wysokich postumentach, o gładkich trzonach i toskańskich kapitelach z dekoracją roślinną, wspierającymi belkowanie. Fasadę wieńczy profilowany gzyms koronujący, wsparty na konsolach, poniżej którego znajduje się fryz, ozdobiony wicią roślinną, z kolistymi okienkami strychowymi w osiach. Elewacje tylne są dwuosiowe, bezstylowe, zwieńczone gzymsem koronującym.
Pod budynkiem frontowym znajdują się dwie komory piwnic z kamiennymi sklepieniami kolebkowymi z II połowy XIV wieku. Trzecia komora, z XVI-wiecznym sklepiem kolebkowym z cegły mieści się pod chodnikiem ulicy św. Tomasza. W przejściu do niej znajduje się półkoliście zwieńczony kamienny portal z XVI wieku. Pomieszczenia parteru mają płaskie stropy oraz stropy Kleina. W pomieszczeniu narożnym zachowała się posadzka ceramiczna z II połowy XIX wieku.